# Menelaj
Menelaj (grč. Μενέλαος, Menélaos) u grčkoj mitologiji spartanski je kralj, Atrejev sin, Helenin muž.

## Etimologija
Menelajevo ime dolazi od grčkih riječi μενω = "trajati", "oduprijeti", "odoljeti" te λαος = "ljudi, narod". Dakle, znači "onaj koji se odupire ljudima".

## Mitologija

### Bijeg i prosidba
Egist je ubio Atreja te preuzeo prijestolje u Mikeni i ondje vladao sa svojim ocem Tijestom. Menelaj se rodio u Mikeni, koju je morao napustiti zajedno s bratom Agamemnonom jer im je stric Tijest radio o glavi. Pobjegli su u Spartu, gdje ih je prihvatio Tindarej, spartanski kralj.
Tindarej je imao pastorku Helenu. Kad je došlo vrijeme za Heleninu udaju, mnogi su prosci došli po njezinu ruku iz cijeloga svijeta. Među proscima bili su Odisej, Menest, Ajant, Patroklo, Idomen, ali favorit je bio Menelaj, koji nije došao osobno - predstavljao ga je njegov brat Agamemnon. Helenin otac Tindarej nije znao kako će otpraviti preostale prosce, a da ne započne svađu. Odisej je obećao da će on to riješiti ako ga zauzvrat podrži u njegovu udvaranju Penelopi. Tindarej se složio, a Odisej je rekao da svi prosci moraju položiti zakletvu da će prihvatiti i poslije braniti izabranog muža. Na posljetku se Helena udala za Menelaja. 
Agamemnon je pak oženio Tindarejevu kćer Klitemnestru. Nakon Tindarejeve smrti, Menelaj je postao kralj Sparte, jer Tindarejevi sinovi Kastor i Polideuk bili su već mrtvi i uzneseni na Olimp. 

### Trojanski rat
Ubrzo je Paris oteo Helenu, koju mu je obećala Afrodita, pa je Grčka napala Troju. Kad je Menelaj doznao da mu žena nedostaje, pozvao je bivše Helenine prosce da ispune danu zakletvu. Tako je započeo Trojanski rat u kojem su sudjelovali svi Grci, bilo na Menelajevoj, bilo na strani Trojanaca.
U Homerovoj Ilijadi se opisuje da se Menelaj hrabro borio, biva i ranjen, a proslavio se kad je spasio tijelo Patrokla kojeg je ubio Hektor. Mudar je i pravedan vladar, ali katkad se ponaša nepromišljeno bivajući odsutan. Za vrijeme rata njegov se nosač oružja zvao Eteonej.

### Povratak
Nakon pobjede Grka nad Trojancima, Helena se vraća u Spartu s Menelajem, premda neki izvori govore da je Menelaj bio i na dvoru kralja Poliba iz Tebe. Prema Odiseji Menelajevu je flotu na povratku oluja odnijela na Kretu i u Egipat odakle nisu mogli otploviti jer nije bilo vjetra.
Menelaj je od Protejeve kćeri, Idoteje, naučio da bi mogao doznati kojeg je boga uvrijedio i kako bi se mogao iskupiti i vratiti kući, i to kad bi uhvatio njezina oca. Naime, Protej može predvidjeti budućnost, ali odgovaranje na upite izbjegava mijenjanjem oblika, pa predviđa budućnost samo onima koji ga uspiju uhvatiti. Protej je isplivao iz mora da bi spavao sa svojim tuljanima, ali Menelaj ga je uspio zadržati, bez obzira na to što je Protej preuzimao obličja lava, zmije, leoparda, svinje, a čak i vode i stabla. Protej mu je potom istinito odgovorio, rekavši mu i neke dodatne pojedinosti - da je njegov brat Agamemnon ubijen, da je Ajant mlađi poginuo i da je Odisej zaglavio na Kalipsinu otoku. Među ostalim, Protej mu govori da će život poslije smrti provesti na Elizijskim poljanama.

### Poslije rata
Menelaj je zahtijevao da samo on može ubiti svoju nevjernu ženu. Kad je podigao mač da to učini, njezina ga je ljepota očarala te je ispustio mač i odveo je na sigurnost u grčke brodove. Helena se potom vratila u Spartu gdje je sretno živjela s Menelajem. Ondje ju je u Homerovoj Odiseji susreo i Telemah. U drugim je pak inačicama Helena bila tiha i puna tuge nakon povratka u Spartu, uglavnom zbog Parisove smrti. Više nije mogla voljeti Menelaja kao nekoć, a on nije mogao voljeti nju zbog onoga što je učinila.
Svoju je kćer Menelaj obećao Ahilejevu sinu Neoptolemu za ženu. Ona je bila veoma nesretna i pokušala je počiniti samoubojstvo. Menelajev nećak Orest ubio je Neoptolema i oženio se Hermionom. Prema Pauzaniju, nakon Menelajeve smrti, njegovi su sinovi Megapent i Nikostrat prognali Helenu iz Sparte.
Apolodor govori da su, nakon svoje smrti, Helena i Menelaj pokopani, a Hera je Menelaja učinila besmrtnim jer je bio Zeusov zet. Oboje su potom živjeli u Eliziju.

## Vanjske poveznice
- Menelaj u grčkoj mitologiji (engl.)